# 井ノ原快彦
井ノ原 快彦（いのはら よしひこ、1976年〈昭和51年〉5月17日 - ）は、日本の俳優、歌手、タレント、司会者、ニュースキャスター、実業家。男性アイドルグループ・V6の元メンバー、20th Centuryの最年少メンバー。愛称は「イノッチ」。
東京都台東区浅草出身で、品川区八潮育ち。STARTO ENTERTAINMENT所属で同社の前取締役CMO。Annex（旧ジャニーズアイランド）2代目代表取締役社長。妻は女優の瀬戸朝香。

## 来歴
1988年、12歳でジャニーズ事務所に入る（同期は山口達也）。
1995年11月1日、V6のメンバーとして『MUSIC FOR THE PEOPLE』でデビュー（当時19歳5ヶ月）。
2001年4月から2006年3月まで、フジテレビ系列の子供向け番組『ポンキッキーズ21』→『ポンキッキーズ』のMCを5年間担当。
2006年から2017年まで毎年放送された『警視庁捜査一課9係』に、浅輪直樹役で出演。2018年の続編『特捜9』から主演。
2007年9月28日、かねてから交際中だった女優の瀬戸朝香との結婚を発表。翌日に婚姻届を提出。V6のメンバーでは最初の既婚者となった。2010年に長男、2013年に長女が誕生。
2010年3月29日から2018年3月30日まで、NHK総合テレビ『あさイチ』の初代キャスターを8年間務める。
2015年4月、『出没!アド街ック天国』の2代目司会（あなたの街の宣伝部長）に就任。同年12月31日、『第66回NHK紅白歌合戦』の白組司会者を務める。
2021年4月から2022年3月までの1年間はNHK『みんなのうた』放送開始60周年のアンバサダー就任。
2021年11月1日、V6が解散。それに伴い20th Centuryのメンバー及びソロタレントのみの活動となる。
2022年11月1日、滝沢秀明のジャニーズアイランド（後のAnnex）代表取締役退任に伴い、同社の代表取締役社長に9月26日付で就任したことが発表された。その後はプレイングマネージャーとしてタレント活動とジャニーズJr.（後のジュニア）の育成を並行して行う。9月中旬過ぎに、ジャニーズ事務所の社長（当時）である藤島ジュリー景子から後任のオファーを受け、本人は驚いたそうだが、その後帰宅して家族会議を開いたところ、妻の瀬戸朝香が背中を押してくれたそうで、「ジュリーさんにはお世話になっているし、恩返ししたかった。」とし、その日のうちに快諾した。その後滝沢とは10月上旬に会い、井ノ原が社長に就任することを伝えたところ滝沢は驚いていたとした上で、「ジャニーさんの後を継ごうとした意志は、僕たちが受け継ごうと思う」と話し、滝沢を労った。
2023年10月2日に行われたジャニーズ事務所の新体制に関わる記者会見にて、新たに設立する会社の副社長に就任したことを明らかにした。また、その後のタレント活動も引き続き継続することとした。
2023年12月8日、新たに設立する会社「STARTO ENTERTAINMENT（スタートエンターテイメント）」の取締役COO（最高執行責任者）に就任したことが明らかにされた。また、COO就任に伴い同日付でSMILE-UP.（旧ジャニーズ事務所）の副社長を退任した。2024年4月10日時点で、役職が取締役COOから取締役CMO（最高マーケティング責任者）に変更されたことが明らかにされた。2025年6月27日、本人の意向ならびに任期満了により取締役CMOを退任した。

## 人物
子供の頃住んでいたのは浅草。東京都品川区の団地で育つ。当時の同級生からは「イノ」と呼ばれていた。嵐主演の映画『ピカ☆ンチ』シリーズは、彼が過ごした団地でのエピソードを描いている。
芸能界入りの動機は子どもの頃にドラマ『西部警察』を観たことで、石原軍団を目指していた。しかし「食が細いので無理だと思ったから」と、石原軍団を諦めジャニーズに入る道を選んだ。
V6内ではMCの役割を担い、トークを回していた。グループ活動のほか、多くの番組で司会進行を務めており、『あさイチ』放送開始後はアナウンサーと間違われるようになった。この話術は記者会見にも活かされており、対応が丁寧と好感を持たれることもあった。
自身のソロ曲のほか、V6や20th Centuryの楽曲の作詞・作曲をよく手掛けている（詳細は作詞・作曲を手掛けた楽曲を参照）。
同学年である香取慎吾や松岡昌宏と親しい。
国分太一とは「たいのっち」というコンビ名で『たいのっちのオールナイトニッポン』（ニッポン放送、2003年7月24日、12月19日）を行い、TBSでも『タイノッチ』という番組を持っていた。
ジャニーズアイランド代表取締役社長に就任して以来、ジャニーズJr.200人とのグループLINE連絡網を管理している。
高校を中退したため、忙しい芸能生活の中で改めて通信制高校に入り直し、28歳で高校卒業資格をとった。

## 音楽

### ソロ曲

#### CD収録曲
- ダーザイン〜風の吹く街で〜 -「ROAD』収録（1997年）
- お前がいる -『 SUPER HEROES』収録（1998年）
- おやすみ -『! -attention-』収録（1998年）
- I・N・O＝NUT KID -『Voyager』〈生産限定盤B〉収録（2007年）
- 春を待とう -『20th Century LIVE TOUR 2008 オレじゃなきゃ、キミじゃなきゃ』〈初回生産限定盤〉特典CD収録（2008年）
- 遠いところまで -『READY?』〈初回限定【BONUS CD】盤〉収録（2010年）

#### DVD収録曲
- 20th Revolution -『VERY HAPPY!!!』収録（2001年）
- サイクルセンター長野 -『LOVE&LIFE 〜V6 SUMMER SPECIAL DREAM LIVE 2003〜』収録（2003年）
- アップルパイ -『LOVE&LIFE 〜V6 SUMMER SPECIAL DREAM LIVE 2003〜』収録（2003年）

### 作詞・作曲を手掛けた楽曲
特記なき限り、JASRAC公式サイトの「作品データベース検索サービス」において、権利者に「井ノ原快彦」を含む楽曲の検索結果をもとに記述。
- ダーザイン〜風の吹く街で〜（作詞・作曲） - アルバム『ROAD』収録曲。
- おやすみ（作詞・作曲） - アルバム『! -attention-』収録曲。
- bird cage（作詞：20th Century、作曲：井ノ原快彦） - シングル『Precious Love』収録曲。
- 20th Revolution（作詞・作曲） - DVD『VERY HAPPY!!!』収録曲。
- ニコ(^^)ニコ（作曲） - ライブツアー『V6 Summer Tour 2001 Volume6』にて披露。CD・DVD未収録。
- For you（作詞・作曲） - DVD『LIV6』収録曲。CD未収録。
- サイクルセンター長野（作詞・作曲） - DVD『LOVE&LIFE 〜V6 SUMMER SPECIAL DREAM LIVE 2003〜』収録曲。CD未収録。
- アップルパイ（作詞・作曲） - DVD『LOVE&LIFE 〜V6 SUMMER SPECIAL DREAM LIVE 2003〜』収録曲。CD未収録。
- LOVE&LIFE（作曲） - DVD『LOVE&LIFE 〜V6 SUMMER SPECIAL DREAM LIVE 2003〜』収録曲。CD未収録。
- 春を待とう（作詞・作曲） - DVD『20th Century LIVE TOUR 2008 オレじゃなきゃ、キミじゃなきゃ』初回限定CD収録曲。映画『天国は待ってくれる』主題歌。
- I・N・O＝NUT KID（作詞・作曲） - アルバム『Voyager』初回限定盤B収録曲。
- おっイェイ！（作詞・作曲） - アルバム『Voyager』通常盤に収録されているシークレットトラック。
- よかった。。。（作詞・作曲） - ライブツアー『20th Century LIVE TOUR 2009 HONEY HONEY HONEY』にて披露。CD・DVD未収録。
- 選ぶ前に飛べ（作詞・作曲） - DVD『V6 LIVE TOUR 2008 VIBES』初回限定版BONUS CD収録曲。
- わがままDEソーリー（作詞・作曲） - DVD『20th Century LIVE TOUR 2008 オレじゃなきゃ、キミじゃなきゃ』収録曲。
- 〜此処から〜（作詞：V6、作曲：井ノ原快彦） - アルバム『SUPER Very best』初回限定盤A収録曲。

## 出演
テレビドラマ、映画における太字は主演。

### テレビドラマ
- 花王 愛の劇場 湘南ペンション通り（1991年5月27日 - 7月19日、TBS系）
- 妻たちの劇場 白いシャツの女（1992年、フジテレビ系）
- ツインズ教師（1993年、テレビ朝日系） - 曽根和也 役
- 腕まくり看護婦物語II 奮闘編（1994年5月13日、フジテレビ系）
- アリよさらば（1994年、TBS系） - 木村文雄 役
- お金がない!（1994年、フジテレビ系） - 相沢正人 役
- 世にも奇妙な物語（フジテレビ系）
  - 七夕の特別編「罰ゲーム」（1994年7月7日） - 明彦 役
  - '04春の特別編「自分カウンセラー」（2004年3月29日） - 主演・伊丹雅男 役
- 家族A（1994年、TBS系） - 河村宏樹 役
- 若者のすべて 第9話・第10話（1994年、フジテレビ系） - ミチオ 役
- STATION 第2話（1995年、日本テレビ系） - 田中孝平 役
- セカンド・チャンス 第7話・第8話（1995年、TBS系） - 倉田孝一 役
- 終らない夏（1995年、日本テレビ系） - 東野トオル 役
- Vの炎（1995年、フジテレビ系） - V6主演・井ノ原快彦 役
- 銀狼怪奇ファイル（1996年、日本テレビ系） - 蛭間純平 役
- コーチ（1996年、フジテレビ系） - 早川直人 役
  - コーチスペシャル（1997年10月9日）
- サイコメトラーEIJI（1997年、日本テレビ系） - 田宮章吉 役
  - サイコメトラーEIJI2（1999年）
  - サイコメトラーEIJIスペシャル（1999年9月24日）
- 24時間テレビ 「愛は地球を救う」内ドラマ（日本テレビ系）
  - 勇気ということ（1997年8月23日） - 川上良太 役
  - 母さん、俺は大丈夫（2015年8月22日） - 永田監督 役
- スウィートシーズン（1998年、TBS系） - 神田真治 役
- お仕事です!（1998年、フジテレビ系） - 永瀬振一郎 役
- プリズンホテル（1999年、テレビ朝日系） - 田村清次 役
- 俺たちの旅 第8話（1999年、日本テレビ系） - ストリートミュージシャン 役
- 土曜ワイド劇場 殺意の涯て-広域指定188号の女-（2000年12月23日、テレビ朝日系） - 村木守 役
- NO KISS（2001年9月25日、フジテレビ系） - 快彦 役
- 少年タイヤ 室温〜夜の音楽〜（2002年、フジテレビ系） - 木村 役、タクシー運転手 役
- あした天気になあれ。（2003年、日本テレビ系） - 槙原公平 役
- 演技者。「Iの世界」（2004年、フジテレビ系） - 井上 役
- 一番大切なデート 東京の空・上海の夢（2004年、TBS系） - 宮林耕太 役
- 警視庁捜査一課9係（2006年、テレビ朝日系） - 浅輪直樹 役[34]
  - 警察庁捜査一課9係SP（スペシャル）（2006年）
  - 警視庁捜査一課9係 season2（2007年）
  - 警視庁捜査一課9係 season3（2008年）
  - 新・警視庁捜査一課9係（2009年）
  - 新・警視庁捜査一課9係 season2（2010年）
  - 新・警視庁捜査一課9係 season3（2011年）
  - 警視庁捜査一課9係 第7シリーズ（2012年）
  - 警視庁捜査一課9係 第8シリーズ（2013年）
  - 警視庁捜査一課9係 第9シリーズ（2014年）
  - 警視庁捜査一課9係 第10シリーズ（2015年）
  - 警視庁捜査一課9係 第11シリーズ（2016年）
  - 警視庁捜査一課9係 第12シリーズ（2017年）
- 早海さんと呼ばれる日（2012年、フジテレビ系） - 早海恭一 役[35]
  - 早海さんと呼ばれる日スペシャル（2012年6月10日・17日）
- 東京バンドワゴン〜下町大家族物語（2013年10月 - 12月、日本テレビ系）- 藤島直也 役
- 特捜9（2018年）- 主演・浅輪直樹 役
  - 特捜9 season2（2019年）
  - 特捜9 season3（2020年）
  - 特捜9 season4（2021年）[36]
  - 特捜9 season5（2022年）[37]
  - 特捜9 season6（2023年）[38]
  - 特捜9 season7（2024年）[39]
  - 特捜9 final season（2025年）[40]
- カンテレ開局60周年特別ドラマ 「僕が笑うと」（2019年3月26日、カンテレ製作・フジテレビ系） - 主演・鈴木重三郎 役[41]
- カンパニー〜逆転のスワン〜（2021年1月10日 - 2021年2月28日、NHK BSプレミアム） - 主演・青柳誠一 役
- めざましドラマ「めぐる。」（2021年12月6日 - 12月17日、フジテレビ系） - 主演・野島伸之 役 [42]
- 連続ドラマW シャイロックの子供たち（2022年10月9日 - 11月6日、WOWOW） - 主演・西木雅博 役[43]
- つまらない住宅地のすべての家（2022年10月10日 - 11月16日、NHK総合） - 主演・丸川明 役[44]

### 映画
- シュート!（1994年） - 佐々木豊 役
- ピカ☆ンチシリーズ - 鴨川かごめ 役（兼映画原案）
  - ピカ☆ンチ LIFE IS HARDだけどHAPPY（2002年）
  - ピカ☆☆ンチ LIFE IS HARDだからHAPPY（2004年）
  - ピカ☆★☆ンチ LIFE IS HARD たぶんHAPPY（2014年）
- 天国は待ってくれる（2007年） - 主演・西岡宏樹 役
- FLOWERS -フラワーズ-（2010年） - 宮澤晴夫（1977年） 役
- 461個のおべんとう（2020年） - 主演・鈴本一樹 役[45]

### 劇場アニメ
- 映画 すみっコぐらし とびだす絵本とひみつのコ（2019年） - ナレーション[46]
- 映画 すみっコぐらし 青い月夜のまほうのコ（2021年） - ナレーション[47]
- 映画 すみっコぐらし 空の王国とふたりのコ（2025年） - ナレーション[48]

### 吹き替え
- サンダーバード（2004年） - スコット・トレーシー〈フィリップ・ウィンチェスター〉 役

### テレビ番組

#### レギュラー
- 新・真夜中の王国（1999年4月 - 2002年3月、NHK-BS2） - 司会
- ポンキッキーズ21→ポンキッキーズ（2001年4月 - 2006年3月、フジテレビ） - MC[49]
- R30（2004年10月 - 2008年9月、TBS） - 司会[49]
- 島田検定!! 国民的潜在能力テスト（2005年4月 - 2006年2月、TBS）[49]
- 百識〜百で知るひとつの知識〜（2006年10月17日 - 2007年3月、フジテレビ）
  - 百識（2007年4月 - 2007年9月）
  - 百識〜百で知るひとつの知識〜（2007年10月 - 2008年3月）
  - 百識王（2008年4月8日 - 2013年9月17日）
- タイノッチ（2008年10月14日 - 2010年3月23日、TBS）
- あさイチ（2010年3月29日 - 2018年3月30日、NHK総合） - キャスター[49][10]
- モウソリスト（2013年10月15日 - 2014年9月16日、フジテレビ）
- 出没!アド街ック天国（2015年4月4日 - 、テレビ東京） - 2代目司会（あなたの街の宣伝部長）[49][11]

単発番組
現在
- ありがとうを3.11に伝えよう委員会（2021年3月13日 - 、NHK総合）

#### 過去
- 小学生クラス対抗30人31脚（2006年12月9日・2007年12月9日、テレビ朝日） - 3代目大会委員長[50]
- お仕事バラエティー がんばれ!ジョブチくん（2008年10月13日、NHK総合） - 司会[51]
- 約束のチカラ（2009年8月13日、NHK総合） - 司会
- バンクーバーオリンピック（2010年2月20日 - 2月28日、テレビ東京） - メインキャスター[52]
- 第43回思い出のメロディー（2011年8月13日、NHK総合・ラジオ第1） - 司会
- NHKスペシャル（NHK総合） - 司会
  - アレルギーを治せ!（2011年11月20日）
  - がんワクチン 〜“夢の治療薬”への格闘〜（2012年11月18日）
  - 腸内フローラ 〜解明!驚異の細菌パワー〜（2015年2月22日）
  - 発達障害 ～解明される未知の世界～（2017年5月21日）
  - 体感 首都直下地震（2019年12月1日・8日）
- スパモク!!「英才教育TV 〜失敗しない子育て大公開SP〜」（2012年4月5日、TBS） - 司会
- サタデーバリューフィーバー「択」（2012年10月6日、日本テレビ） - 司会
- ザ・ラストショー〜エンディング図鑑〜（2012年12月16日、テレビ朝日） - 司会
- カスペ!「あなたが知りたかった禁断の裏側ここまで見せるか！SP〜fakebook〜」（2013年3月8日、フジテレビ） - 司会
- “奇跡の一本松”を追って（2013年3月20日、NHK総合） - ナレーション
- スパニチ!!「あの町はなんで1位なの?」（2013年12月8日、TBS） - 司会
- 金曜プレミアム「爆買いJAPAN」（2015年11月6日、フジテレビ） - 司会
- NHK認知症キャンペーン わたしが伝えたいこと〜認知症の人からのメッセージ（2015年12月14日、NHK総合）
- 第66回NHK紅白歌合戦（2015年12月31日、NHK総合・ラジオ第1） - 白組司会
- 認知症 ともに新しい時代へ「驚きの介護術でみんなハッピー！」（2017年4月26日、NHK総合） - 司会
- 池上彰と宇宙の旅2018（2018年3月28日、TBS） - 司会
  - 宇宙プロジェクト2019（2019年3月13日、TBS） - 司会
- 列島縦断 宝メシグランプリ（2018年11月23日 - 2024年1月8日、NHK総合→NHK BSプレミアム→NHK総合） - 司会[53]
- いよいよスタート! BS4K BS8K 開局スペシャル（2018年12月1日、NHK BS4K・NHK BS8K） - 司会
- セカンドの美学（2019年7月27日・9月21日、NHK BSプレミアム）[54][55]
- 県索しちゃいました（2020年2月21日・7月16日、テレビ朝日） - 司会
- ピンチをチャンスに変えた!THEグレートジャッジ〜今を乗り越えるヒントとは?〜（2020年6月16日、朝日放送） - 司会[注 2]
- 24時間テレビ 「愛は地球を救う」（2020年8月22日・23日、日本テレビ） - メインパーソナリティー
- みんなのうた60（2021年2月27日 - 2022年3月5日、NHK Eテレ） - 司会・アンバサダー[56][57]
- レギュラー番組への道（NHK BSプレミアム） 
  - 今のうちに聞いておかないと一生後悔するよ（2021年8月20日・27日）- 司会
  - ゆるスポ部、ガチです! 〜運動オンチが下克上!?〜（2022年2月18日・25日）- 司会[58]
- メイちゃんとアンちゃん〜キラキラ人生の裏事情〜（2021年9月26日、毎日放送） - 司会
- 推し匠さんの幻ツアー（2022年3月19日、日本テレビ）- MC[59]
- 鉄道ファンがガチ投票!駅総選挙（2022年5月2日、テレビ朝日） - スペシャルプレゼンター[60][61]
  - 外国人が選ぶ!母国に買って帰りたい!日本のお菓子総選挙 （2025年3月18日、テレビ朝日）- スペシャルプレゼンター
- その後の人生 聞かせて下さい（2022年8月25日、NHK総合） - MC[62]
- あるあるR調査団!こんなところにニッポンが!?（2022年10月10日、NHK Eテレ） - 団長
- 太一・イノッチ・ジュニアのいい歳こいて（2024年10月3日、TBS）[63]
- これ流行るって言ったのワタシですからね!（2024年12月31日、フジテレビ） - MC[注 3][64]
- 100歳でピンピンピン!〜名医が教える世代別健康法〜（2025年2月15日・5月27日、フジテレビ） - MC
- With MUSIC（2025年4月19日、日本テレビ）- 代理MC

### ラジオ
- 今日は一日“みんなのうた60”三昧（2022年1月10日、NHK-FM） - アンバサダー[56]

### 広告
- 日本コカ・コーラ  『コカ・コーラ』（2003年）
- 日興コーディアル証券（現：SMBC日興証券） 『ピーカブー』（2004年）
- かんぽ生命保険（2007年 - 2019年）[65]
- Ultra Music Power 先輩たち篇（2007年11月12日 - 18日）
- サントリー 『-196℃ 無糖篇』（2008年）
- 『HEROES シーズン2』 DVDレンタル（2008年）
- 松屋フーズ 『うまトマハンバーグ定食』『デミたまハンバーグ定食』（2010年）
- トヨタ自動車『オールトヨタキャンペーン』（2011年）
- ケンタッキーフライドチキン 『パリパリ旨塩チキン』（2012年）
- 味の素 『クノールカップスープ』（2012年 - 2013年）手越祐也（NEWS）と横山裕（関ジャニ∞）と共演
- SUBARU （旧 : 富士重工業）
  - 『技術ブランド広告〜体感!スバル!キャンペーン』（2013年）
  - 『アイサイトX』（2020年 − 2021年）
- 花王
  - 『メリット』（2014年 - 2016年）
  - 『クリアクリーン』（2016年 - 2019年）
- サッポロビール
  - 『ヱビスビール』（2016年 - 2019年）[66]
  - 企業TVCM「この上ない新年」（2017年）
- ハウス食品
  - 『とんがりコーン』（2016年）[67]
  - 『きわだちカレー』（2017年）[68]
- アリナミン製薬『アリナミン錠剤シリーズ』（2019年 - 2021年）
- ユーキャン『通信講座』（2021年）[69]
- 日本マクドナルド
  - 『チキンマックナゲット』（2022年 - ）[70]
  - 『青いマックの日』（2022年）[71]
- 森永乳業『森永トリプルヨーグルト』（2023年 - ）

### 舞台
- PLAYZONE（青山劇場・大阪フェスティバルホール）
  - PLAYZONE'91 SHOCK（1991年7月 - 8月）
  - PLAYZONE'92 さらばDiary（1992年7月 - 8月）
  - PLAYZONE'94 MOON（1994年7月 - 8月）
  - PLAYZONE'95 KING&JOKER（1995年7月 - 8月）
  - PLAYZONE'96 RHYTHM（1996年7月 - 8月）
  - PLAYZONE'97 RHYTHM II（1997年7月 - 8月）
  - PLAYZONE'98 5nights（1998年7月 - 8月）
  - PLAYZONE1999 Goodbye&Hello（1999年7月 - 8月）
  - PLAYZONE2000 THEME PARK（2000年7月 - 8月）
  - PLAYZONE2001 新世紀 EMOTION（2001年7月 - 8月、青山劇場・大阪フェスティバルホール）
- バンダイスーパーミュージカル 聖闘士星矢（1991年8月15日 - 9月1日、青山劇場）
- ミュージカル MASK（1992年5月5日 - 28日、日生劇場） - 主演
  - ミュージカル MASK 再演（1997年） - 坂本昌行・岡田准一と共に主演
- ANOTHER（1993年8月6日 - 24日、京都南座・アートスフィア）
- 三越劇場新春公演 春を待つ家（1994年1月9日 - 26日、三越劇場）
- フォーティンブラス〜オリジナルスマイル〜（1995年3月6日 - 11月25日、新宿紀伊国屋ホール・大阪近鉄劇場）
- 双数姉妹公演 コサック（1995年5月、新宿シアタートップス） - 事務所に内緒でのプライベート出演
- 京都シアター1200こけら落とし特別公演 ジャニーズファンタジー・KYO TO KYO（1997年8月19日 - 20日）
- リボンの騎士〜鷲尾高校演劇部奮闘記（1998年11月6日 - 12月18日、銀座セゾン劇場）
- 東京サンダンス〜俺たちの20世紀〜（2000年） - 主演
  - 東京サンダンス〜21世紀への伝言（2001年） - 主演
- 東亜悲恋〜ロミオとジュリエットより（2001年） - 韓国のアイドルグループS.E.Sのシューと共演
  - 東亜悲恋〜ロミオとジュリエットより 再演（2002年）
- とんかつロック〜花川助六物語（2002年） - 主演
- トイヤー（2003年） - 主演
- SAY YOU KIDS（2004年） - 主演
- ハンブルボーイ（2004年） - 主演
- ミュージカル プロデューサーズ（2005年） - 主演・レオ・ブルーム（長野博とのW主演）
  - ミュージカル プロデューサーズ 再演（2008年）[72]
- イノなき（2007年8月） - 主演[73]
- 昭和島ウォーカー（2008年11月） - 主演[74]
- 芝浦ブラウザー（2011年4月、東京グローブ座） - 主演[75][76]
- ブロードウェイミュージカル ON THE TOWN（2014年9月 - 10月、青山劇場、オリックス劇場） - 主演[77]・オジー 役
- TWENTIETH TRIANGLE TOUR
  - TWENTIETH TRIANGLE TOUR 戸惑いの惑星（2017年1月 - 2月、東京グローブ座 / キャナルシティ劇場/ シアタードラマシティ））- 主演・長谷川 役[78]
  - TWENTIETH TRIANGLE TOUR vol2 カノトイハナサガモノラ（2019年7月 - 9月、東京グローブ座/ 北九州芸術劇場 大ホール/ 梅田芸術劇場シアター・ドラマシティ）- 主演・イノハラ 役[79]

## 書籍

### 著書
- 『ピカ☆ンチ LIFE IS HARDだけどHAPPY』シナリオブック（原案）（2002年、M.Co.） ISBN 978-4048734226
- 『ピカ☆☆ンチ LIFE IS HARDだからHAPPY』シナリオブック（原案）（2004年、M.Co.） ISBN 978-4048941549
- アイドル武者修行（2005年、文庫2009年、日経BP社） ISBN 978-4532195144
- イノなき（2006年、角川書店） ISBN 978-4048942003[80]
- アイドル武者修行2（2008年、日経BP社） ISBN 978-4822263256

### 連載
- Seventeen「女のコにはわかるまい。」（1997年 - 1999年、集英社）
- TV Kids「イノッチでいこう！」（1998年 - 2000年、集英社）
- POPBEAT「音からウロコ」（2001年、主婦と生活社）
- 日経エンタテインメント!「アイドル武者修行」（2002年 - 2008年、日経BP社）
- Johnny's web「イノなき」（2003年6月1日 - 2010年3月31日/ 2020年3月31日 - 、ジャニーズ事務所）
- Myojo「虹の橋で踊ろう!」（2004年 - 2011年、集英社） - 岡田准一と協同連載
- Wink Up「うれしみ ぽっちくん」（2004年 - 2020年、ワニブックス）
- 朝日新聞「コドモ界にリンク」（2005年）
- BE-PAL（小学館）
  - 「ガレージイノッチ」（2009年 - 2012年）
  - 「ココロはいつもカイライフ」（2012年 - 2014年）
  - 「井ノ原快彦の作る椅子」（2014年 - 2016年）
  - 「井ノ原快彦の野外日曜大工店」（2016年 - 2019年）
  - 「井ノ原快彦のつくりびと」（2019年 - ）
- 東京新聞「私の東京物語」（2015年4月28日 - 5月12日）